# Seznam akademskih disciplin
To je seznam akademskih disciplin oziroma področij. Akademska disciplina je veja znanosti, ki se predava na univerzi ali ustrezni ustanovi.
Vsaka disciplina ima običajno poddiscipline, razlikovanje med njimi je včasih arbitrarno.
V srednjeveški Evropi so univerze imele samo štiri fakultete in sicer za filozofijo ter za teologijo, medicino, pravo. Pri tem je imela zadnja nekoliko nižji status kot prve tri. V moderni dobi je se sistem razdelil in precej spremenil.
Asterisk »*« pri imenu označuje disciplino, ki ima vprašljiv akademski status.

## Naravoslovne znanosti

### Astronomija
- Astrofizika
  - Kozmogonija
  - Kozmologija

### Biologija
- Aerobiologija
- Anatomija
  - Primerjalna anatomija
  - Anatomija človeka
- Sporazumevanje živali
- Biokemija
- Bioinformatika
- Biofizika
- Botanika
- Biologija celice
- Kronobiologija
- Kriobiologija
- Ekologija
  - Ekologija človeka
- Endokrinologija
- Entomologija
- Evolucijska biologija
- Genetika
- Biologija človeka
  - Anatomija človeka
- Limnologija
- Linnejeva taksonomija
- Morska biologija
- Mikrobiologija
- Molekularna biologija
- Mikologija
- Nevroznanost
- Ornitologija
- Paleontologija
- Parazitologija
- Patologija
- Psihologija
- Fiziologija
  - Fiziologija človeka
- Virologija
  - Molekularna virologija
  - Epidemiološka virologija
- Ksenobiologija
- Zoologija
  - Kriptozoologija
  - Entomologija
  - Herpetologija
  - Ihtiologija
  - Oologija
  - Ornitologija
  - Primatologija
  - Zootomija

Glej tudi: #Antropologija, #Psihologija

### Kemija
- Alkimija
- Analizna kemija
- Biokemija
- Računalniška kemija
- Anorganska kemija
- Organska kemija
- Fizikalna kemija
- Teoretična kemija

### Fizika
- Akustika
- Astrofizika
- Atomska fizika
- Biofizika
- Računalniška fizika
- Fizika trdne snovi
- Kriogenika
- Dinamika tekočin
- Newtonovska dinamika
- Optika
- Jedrska fizika
- Fizika plazme
- Fizika osnovnih delcev
- Dinamika vozil

### Znanosti o Zemlji
- Znanosti o okolju
- Geodezija
- Geografija
- Geologija
- Geomorfologija
- Geofizika
- Glaciologija
- Hidrogeologija
- Hidrologija
- Meteorologija
- Mineralogija
- Oceanografija
- tloslovje
- Paleontologija
- Znanost o planetih
- Sedimentologija
- Znanost o prsti

## Matematika in računalništvo

### Matematika
- Algebra
- Matematična analiza
- Računstvo
- Teorija iger
- Geometrija
- Teorija informacij
- Teorija števil
- Teorija verjetnosti
- Statistika
- Topologija

### Računalništvo
- Algoritmi
- Umetna inteligenca
- Računalniška varnost
- Računanje
- Teorija kompleksnosti
- Kriptografija
- Razloženi sistemi
- Strojna oprema računalnika
- Informacijski sistemi
- Programiranje (glej seznam programskih jezikov)
- Robotika
- Programska oprema

Glej tudi: ACM Klasifikacija Arhivirano 2008-07-08 na Wayback Machine.

## Družboslovne znanosti

### Antropologija
- Biološka antropologija
  - Obnašanje primatov
  - Evolucija človeka
  - Populacijska genetika
  - Forenzična antropologija
- Antropološka lingvistika
  - Opisno jezikoslovje
  - Zgodovinsko jezikoslovje
  - Izobraževanje
  - Etnojezikoslovje
  - Sociolingvistika
- Arheologija
- Kulturna antropologija
  - Antropologija religije
  - Antropologija gospodarstva
  - Etnografija
  - Etnozgodovina
  - Etnologija
  - Etnomuzikologija
  - Mitologija
  - Politična antropologija
  - Psihološka antropologija
  - Urbana antropologija
- Zgodovinska antropologija

### Komunikacije
- Sporazumevanje živali
- Teorija informacij
- Neosebne komunikacije
  - Tržno komuniciranje
  - Oglaševanje
  - Propaganda
  - Javna diplomacija
  - Odnosi z javnostjo
  - Tehnično pisanje
- Neverbalna komunikacija
- Verbalna komunikacija
- Telekomunikacije
  - Komunikacije z računalniškim vmesnikom

### Ekonomija
- Teorija iger
- Razvojna teorija
- Ekonomija dela
- Mikroekonomija
- Makroekonomija

### Etnologija
- Etnomuzikologija
- Folklora

### Zgodovina
- Prazgodovina
- Zgodovina diplomacije
- Evropska zgodovina
- Vojaška zgodovina
- Moderna zgodovina

### Geografija
- Kulturna geografija
- Ekonomska geografija
- Geografija okolja
- Geografija človeka
- Fizična geografija

### Jezikoslovje
- Primerjalno jezikoslovje
- Morfologija
- Fonetika
- Fonologija
- Semantika
- Sociolingvistika
- Sintaksa

### Psihologija
- Astropsihologija*
- behavioristična psihologija
- Kognitivna psihologija
- Kognitivna znanost
- Differential psychology
- Razvojna psihologija
- Eksperimentalna psihologija
- Intrapersonal communications
- Nevropsihologija
- Organisational psychology
- Psihologija dela
- Parapsihologija*
- Psihoanaliza
- Socialna psihologija

### Semiotika
- Veksikologija*

### Sociologija
- Collective behavior
- Computational sociology
- Environmental sociology
- Interactionism
- Economic development
- Economic sociology
- Feminist sociology
- Functionalism
- Future studies
- Human ecology
- Industrial sociology
- Media Sociology
- Medical sociology
- Political sociology
- Program evaluation
- Public sociology
- Pure sociology
- Rural Sociology
- Science and technology studies or Sociology of science and technology
- Social change
- Social demography
- Social inequality
- Social movements
- Social Theory
- Sociology of culture
- Sociology of conflict
- Sociology of deviance
- Sociology of disaster
- Sociology of the family
- Sociology of markets
- Sociology of religion
- Sociology of sport
- Urban studies or Urban sociology
- Visual sociology

## Humanistikainumetnost

### Area studies(sometimes calledcultural studies)
- American studies
- African studies
- Asian Studies
- Catholic studies
- Chinese studies
- Eastern European studies
- Esperanto studies
- German studies
- International Studies
- Japanese studies
- Latin American studies
- Irish studies
- Islamic studies
- Jewish studies
- Russian studies

### Umetnost
- Umetnostna zgodovina
- Umetnostna delavnica

### Kreativno pisanje
- Poetry composition
- Fiction writing
- Non-fiction writing and literary journalism

### Ples
- Koreografija
- Analiza plesa
- Zapisovanje plesa
- Študij plesa
- Etnokoreologija
- Zgodovina plesa
- Performance, somatic practice

### Angleška literatura
glej tudi Literatura
- Ameriška literatura
- Avstralska literatura
- British literature (literature outside England may be written in Celtic languages)
  - English literature
  - Northern Ireland literature
  - Scottish literature
  - Welsh literature
- Canadian literature (a significant amount of Canadian literature is also written in French)
- Irish literature
- New Zealand literature

### Film studiesandfilm criticism
- Animation

### Filozofija
- Azijske filozofije
- Estetika
- Etika
- Filozofija religije
- Filozofija narave
- Filozofija zgodovine
- Filozofija znanosti
- Filozofska antropologija
- Gnoseologija (ali Epistemologija)
- Hermenevtika
- Logika
- Metafizika
- Ontologija
- Politična filozofija
- Sodobna filozofija
- Zgodovina filozofije

### Zgodovina
- Antična Zgodovina
- Zgodovina Evrope
- Sodobna Zgodovina

### Linguistics
see entry under social sciences

### Literatureandcultural studies
- English studies
- Comparative literature

#### Literatures
- English literature
  - African American literature
  - American literature
  - British literature
  - Indian literature
  - Irish literature
- French literature
- Gaelic literature
- German literature
- Hindi literature
- Modern Hebrew Literature
- Portuguese & Brazilian literature
- Spanish literature
- Yiddish literature
- other languages' and cultures' literatures

#### Methods and topics
- Literary criticism
- Literary theory
- Media studies
- New media
- Poetics

### Glasba
- Korepeticije
- Umetniško vodstvo
- Komorna glasba
- Cerkvena glasba
- Kompozicija
- Dirigiranje
  - Zborovodstvo
  - Orkestersko dirigiranje
  - Dirigiranje pihalnim orkestrom
- Zgodnja glasba
- Jazz
- Glasbena izobrazba
  - Glasbena didaktika
- Zgodovina glasbe
- Teorija glasbe
- Muzikologija
  - Etnomuzikologija
- Glasbena izvedba
  - Orgle
  - Klavir in stari instrumenti s tipkami
  - Kordofona glasbila
  - Vokalna glasba
  - Pihala
  - Trobila
  - Tolkala

### Verske študije
- Canon law
- Catholic studies
- Comparative religious studies
- Islamic studies
  - Hadith
  - Islamic history
  - Islamic jurisprudence
  - Qur'an
- Jewish Studies
  - Bible
  - Halacha
  - Jewish history
  - Jewish philosophy
  - Jewish literature
- Mythology
- Theology
  - Astrology*
  - Christology
  - Kabbalah
  - Midrash
  - Moral theology
  - Mystical theology
  - Numerology*
  - Spirituality
  - Talmud

### Gledališče
- Zgodovina gledališča
  - Dramska igra
  - Režija
  - Sestava
  - Dramaturgija

### Women's studiesandgender studies
- Queer studies

## Professions/Applied sciences

### Architectureandenvironmental design
- city planning, urban planning
- interior design (also see family and consumer science below)
- landscape architecture

### Business
- Accounting scholarship
- Business ethics
- Finance
- Industrial and labor relations
  - Collective bargaining
  - Human resources
    - Organizational behavior

  - International and comparative labor
  - Labor economics
  - Labor history
  - Labor statistics
- Information systems
- Management
- Marketing
- Manufacturing

### Education
- Curriculum and instruction
  - Elementary Education (Primary education & Intermediate education)
  - Middle school education
  - Secondary education
  - Higher education
- Physical Education
- Educational administration
- Educational psychology

### Engineering
- Acoustic engineering
- Agricultural engineering
- Architectural engineering
- Bioengineering
  - Biomaterials engineering
  - Biomedical engineering
- Chemical engineering
- Civil engineering
- Combat engineering
- Computer engineering
- Control systems engineering
- Electrical engineering
- Electronic engineering
  - Microelectronics and semiconductor engineering
- Environmental engineering
- Industrial engineering
- Materials engineering
  - Ceramic engineering
  - Metallurgical engineering
  - Polymer engineering
- Mechanical engineering
- Mining engineering
- Nuclear engineering
- Ocean engineering
- Optical engineering
- Quality assurance engineering
- Petroleum engineering
- Robotics
- Safety engineering
- Telecommunications engineering
- Transportation engineering
  - Aerospace engineering
  - Automotive systems engineering
  - Naval engineering
    - Marine engineering
    - Naval architecture

### Agriculture
- Animal science
- Agrology
- Agricultural economics
- Aquaculture
- Beekeeping (Apiculture)
- Horticulture
- Plant science

### Forestry
- Forestry organisation
- Silviculture

### Family and consumer science
- Foodservice management
  - Hotel administration
- Consumer education
- Housing
- Interior design (also see architecture and environmental design above)
- Nutrition (also see medical sciences below)
- Textiles

### Journalismand masscommunications
- Advertising
- Film
- Journalism
  - Broadcast journalism
  - New media journalism
  - Print journalism
- Public relations
- List of journalists

### Law
- Canon law
- Comparative law
- Constitutional law
- Civil law
  - Accounting law
  - Admiralty law
  - Corporations
  - Civil procedure
  - Contracts
  - Environmental law
  - International law
  - Labor law
  - Property law
  - Tax law
  - Torts
- Criminal law
  - Criminal procedure
  - Criminal justice (also see Public Affairs and Community Service below)
    - Police science
    - Forensics
- Islamic law
- Jewish law
- Jurisprudence
- Philosophy of law

### Health sciences
- Medical Sciences
  - Dentistry
    - Dental hygiene and Epidemiology
    - Dental surgery
    - Restorative dentistry and Endodontics
    - Orthodontics
    - Oral and maxillofacial surgery
    - Pedodontics (Pediatric dentistry)
    - Periodontics
    - Prosthodontics
    - Implantology

  - Human medicine
    - Cardiology
    - Endocrinology and diabetology
    - Epidemiology
    - Forensics
    - Geriatrics
    - Hematology
    - Internal medicine
    - Health science
    - Nephrology
    - Neurology
    - Neurosurgery
    - Pathology
    - Pediatrics
    - Psychiatry (see also: Anti-psychiatry*)
    - Rheumatology
    - Surgery

  - Midwifery
  - Nursing
  - Veterinary medicine
- Nutrition (also see family and consumer science above)
- Optometry
- Pharmacy
- Physiotherapy
- Public health

### Military science
- Artillery
- Air force studies
- Campaigning
- Combat engineering
- Comparative military systems
- Doctrine
- Force planning
- Game theory (also see economics above)
- Generalship
- Joint warfare studies
- Leadership
- Logistics
- Military ethics
- Military history
- Military intelligence
- Military law
- Military medicine
- Pomorstvo
  - Naval engineering
  - Naval tactics
  - Naval architecture
  - Weapons systems
- Special operations and low intensity conflict
- Strategy
- Tactics
  - Naval tactics

### Politologija
- Mednarodni odnosi

### Public affairsandcommunity service
- Criminal justice (also see Law above)
  - Corrections
- Nonprofit administration
- Parks and recreation management
- Public administration
  - Industrial and labor relations (also see Business above)
- Social work
  - Gerontology